# Reial Societat
La Reial Societat (castellà: Real Sociedad, nom complet Real Sociedad de Fútbol, també conegut com a Erreala o Reala en basc) és un club de futbol de la ciutat de Sant Sebastià, al País Basc, que juga a la Primera divisió. Té una llarga trajectòria a la història del futbol espanyol, essent un dels nou equips històrics que mai han competit en una divisió inferior a la Segona divisió.
Ha obtingut dos campionats de la Lliga espanyola de futbol, tres títols de la Copa del Rei i una Supercopa d'Espanya, així com diversos subcampionats en aquestes competicions i múltiples participacions europees al llarg de la seva història. Després de 40 temporades consecutives a Primera divisió descendí a Segona divisió el 2007, i va retornar a la màxima categoria l'any 2010.
Ocupa la vuitena posició en la classificació històrica de la Primera Divisió i el número 184 de la classificació històrica mundial de la IFFHS. A més, és el sisè equip que més internacionals ha aportat a la selecció espanyola i va mantenir el rècord de jornades consecutives sense conèixer la derrota a Primera divisió durant molts anys, des de la temporada 1979-80, quan va estar 38 jornades consecutives sense perdre, fins al 2018, quan el rècord va ser superat pel Barça d'Ernesto Valverde.

## Els símbols

### Els colors
- Primera equipació: des de la seva creació, l'equip ha mantingut certs elements invariables: pantalons blancs i mitgetes blanc i blaves. Només les mitgetes han canviat en alguna ocasió a blau.
- Segona equipació: la segona indumentària ha canviat més d'una vegada. Normalment, és completament blau, però també ha estat vermell, verd i taronja. La temporada 2006/07 portava samarreta blava amb una línia horitzontal negra, pantaló negre i mitgetes blau fosc.

#### Evolució: equipament històric
| 1909 (Club Ciclista SS) | 1914 | 1967 | 1981 |  |

#### Evolució: primer equipament
| 2012-2013 | 2013-2014 | 2014-2015 | 2015-2016 | 2016-2017 | 2017-2018 | 2018-2019 |  |

#### Evolució: segon equipament
| 2012-2013 | 2013-2014 | 2014-2015 | 2015-2016 | 2016-2017 | 2017-2018 | 2018-2019 |  |

#### Proveïdors i patrocinadors
A continuació es detalla una taula amb tots els fabricants i patrocinadors que ha tingut el club des de 1981, en ordre cronològic.
| Període   | Proveïdor | Patrocinador principal |
| --------- | --------- | ---------------------- |
| 1981–1987 | Adidas    | cap                    |
| 1987–1994 | Rasán     | Bankoa                 |
| 1994–2003 | Astore    | Kraft                  |
| 2003-07   | Astore    | Fiatc Seguros          |
| 2007-10   | Astore    | Belca                  |
| 2010-11   | Astore    | Gipuzkoa               |
| 2011–2014 | Nike      | Canal+                 |
| 2014–2018 | Adidas    | Qbao.com               |
| 2018      | Adidas    | Euskaltel              |
| 2018–     | Macron    |                        |

### L'escut

Escut del Club Ciclista de San Sebastián, predecessor del club, que va guanyar la copa del 1909

L'escut de la Reial Societat està format per la imatge d'una antiga pilota de cuir envolcallat d'una bandera que porta els colors tradicionals de l'uniforme i l'escut de la regió guipuscoana: el blanc i el blau marí. A més a més, la bandera incorpora un escut rodó amb les lletres «SS» en referència al nom de la ciutat de Sant Sebastià.
Convé destacar que, inicialment, els colors tradicionals del Sant Sebastià Recreation Club eren el verd i el groc però l'any 1908 canviaren als actuals.
Des del canvi de nom fins l'entrada en vigor de la norma de la Segona República Espanyola que vetava l'exhibició de simbologia monàrquica, l'escut deixà de tenir corona reial i fou substituïda per l'escut de Sant Sebastià i les sigles «SS» per les de «DFC». No obstant això, la bandera, els colors i la pilota de cuir romangueren sense alteracions.
La temporada 1939-40 van recuperar l'escut l'antiga denominació.
L'any 2017, la junta del club anuncià que recuperaria en l'escut la tonalitat de color blau més característic al llarg de la seva història, és a dir, aquell present als primers anys del club i durant la gloriosa dècada de 1980.
L'actual forma i organització dels objectes de l'escut guarda molta semblança amb d'altres com el del Real Sporting de Gijón de 1920 o el de la Real Sociedad Gimnástica de Torrelavega.

### Himne
L'himne oficial de la Reial Societat de Futbol és el Txuri Urdin (en català Blanquiblau). Va ser creat i escrit en basc el 1970 pel mestre Ricardo Sabadie. A més a més, txuri urdin és també el sobrenom popular pel qual es coneixen els seguidors d'aquest club de futbol basc.

## Instal·lacions

### Anoeta

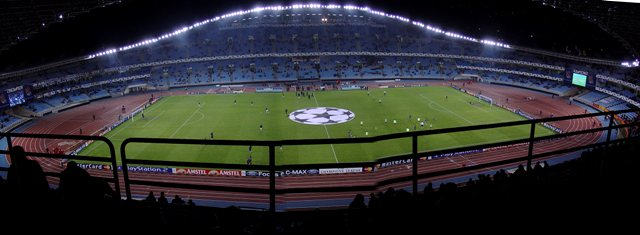
Estadi d'Anoeta

L'Estadi Municipal d'Anoeta va ser inaugurat el 13 d'agost de 1993, i es troba a Donosti, (Guipúscoa, al País Basc. Principalment és utilitzat per la Real, però també s'hi celebren espectacles de gran envergadura, com ara concerts o partits de rugby, entre d'altres. Disposa d'una pista d'atletisme al voltant de la gespa, i ha estat catalogat per la UEFA com un estadi de màxima categoria, motiu pel qual s'hi podria disputar una final de la UEFA Champions League. El 2012, es va anunciar que en els pròxims anys es retirarien les pistes i es remodelaria el camp, passant així a tenir una capacitat de 40.000 espectadors. Les seves principals característiques són les següents:
Capacitat: 32.000 espectadors

Superfície: Gespa natural

Dimensions del Camp: 105x70 metres

Direcció: Anoeta pasealekua 1, 20014 Donostia-San Sebastià; País Basc.

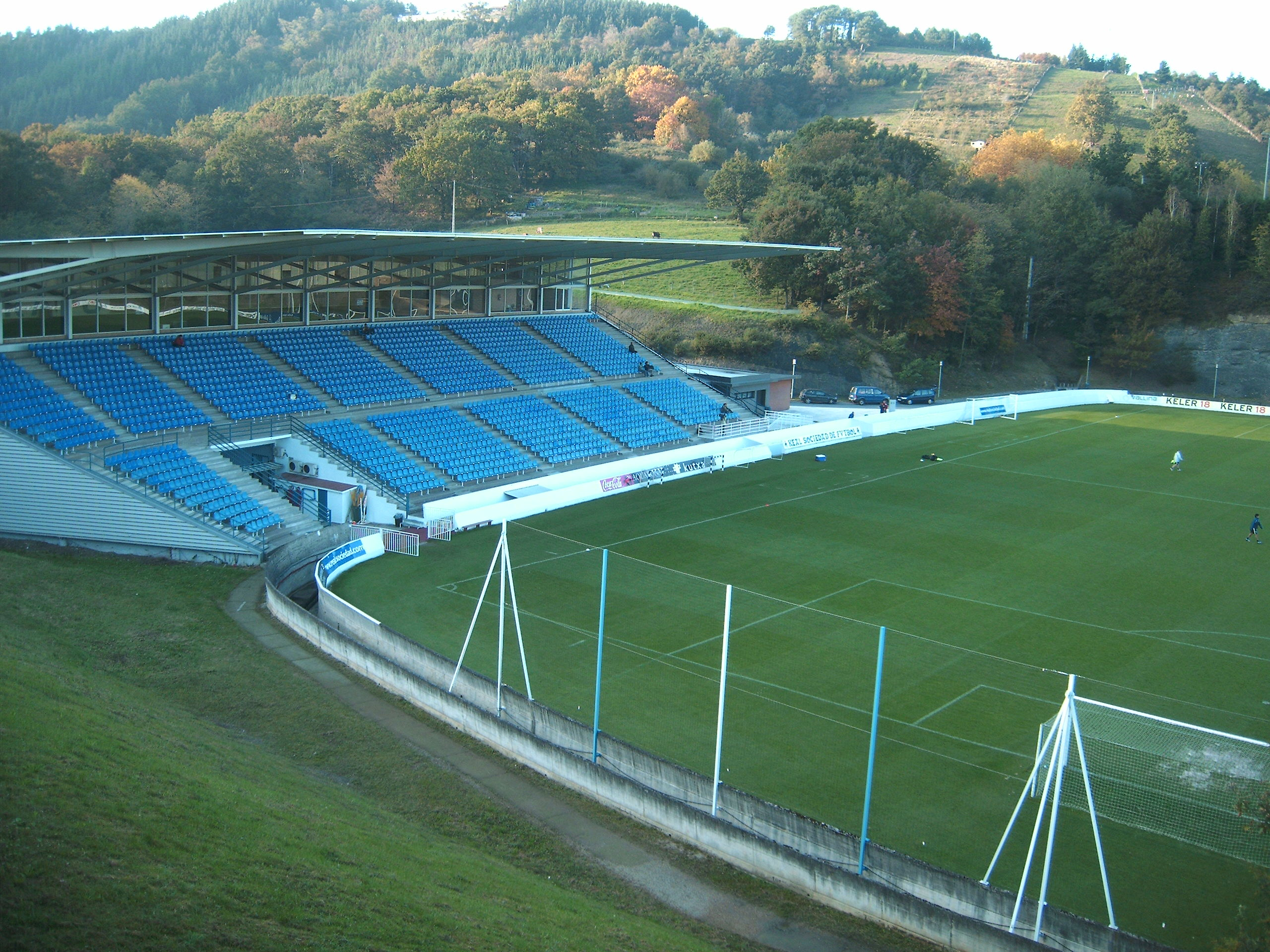
Instal·lacions de Zubieta

### Altres instal·lacions
Les Instal·lacions de Zubieta, ciutat d'entrenament i "Fàbrica de talents" de la fèrtil pedrera de la Real: disposa de 7 camps, 4 de gespa natural i 3 d'artificial, estan situades al barri donostiarra de Zubieta, al costat de l'hipòdrom de Sant Sebastià.

### Antics estadis
- Estadi d'Atotxa: Segurament el més estimat per l'afició, va ser durant 80 anys el camp de la Real. Era un petit estadi a l'estil anglès, on l'equip va viure algunes de les seves principals gestes esportives. Va ser inaugurat el 5 d'octubre de 1913 contra l'Athletic Club de Bilbao. L'últim partit es va disputar el 13 de juny de 1993, enfrontant la Real amb el Club Deportivo Tenerife, essent demolit posteriorment.
- Estadi d'Ondarreta: Al costat de la Platja d'Ondarreta, va ser el primer camp de la Real, situat al barri d'El Antiguo. Es va inaugurar el 1906, en partit del San Sebastián Recreation Club, amb instal·lacions per diversos esports, com ara el tennis, l'hípica o el futbol. La Real va deixar d'utilitzar-lo el 1913, i va ser demolit el 1920.

## L'afició

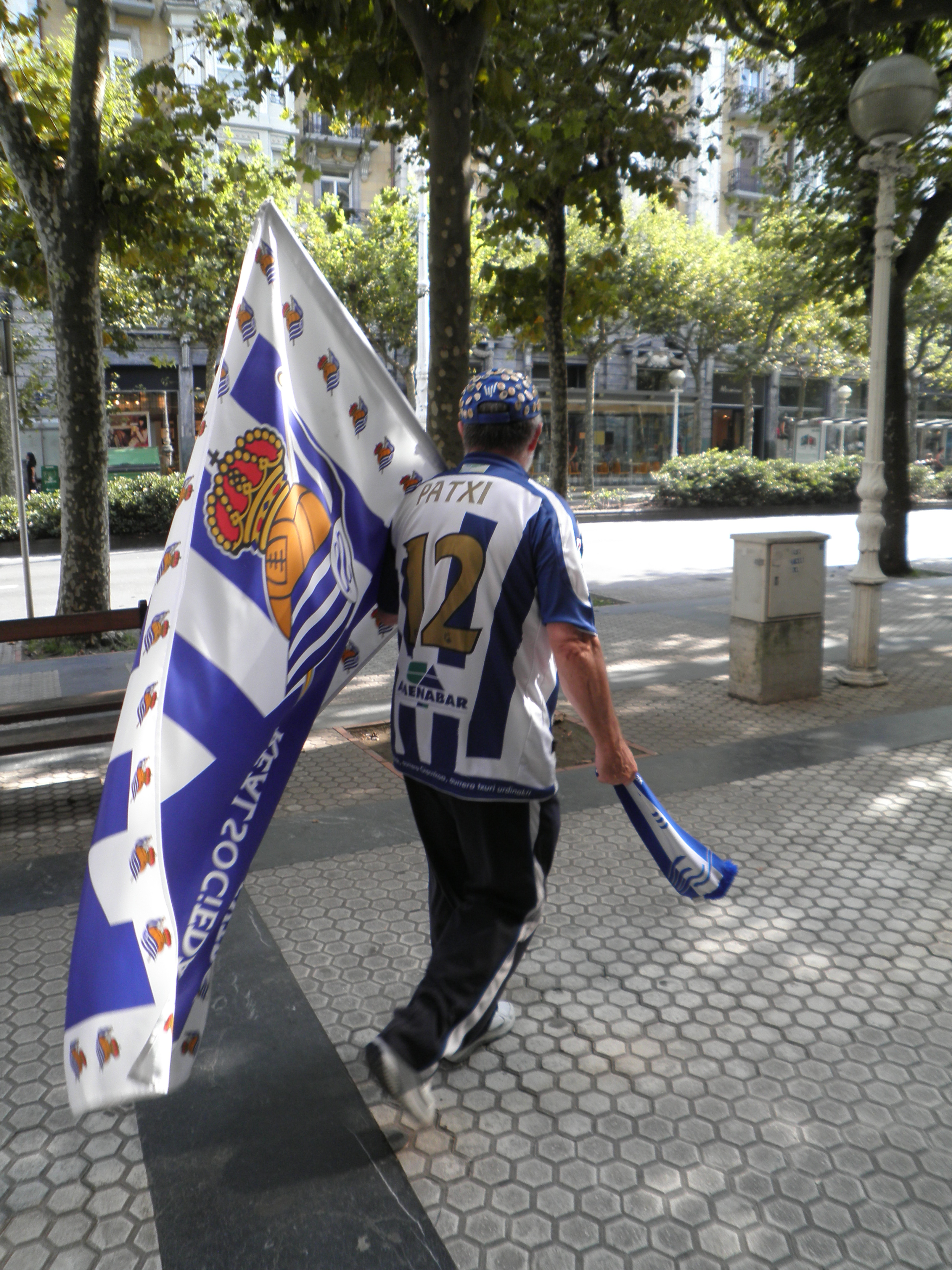
Aficionat de la Real

Segons una enquesta del CIS realitzada el 2007, la Real era el 6è equip (empatat amb l'Osasuna) que més aficionats tenia a Espanya. Un 1,3% de la població espanyola seria, segons aquesta enquesta, aficionat de la Reial Societat. A més a més, un altre 1,5% de la població simpatitzaria amb aquest equip, tot i no considerar-lo el seu primer equip.
El club té 27.000 abonats, per sobre de la mitjana dels equips de primera divisió; així mateix, es troba per sobre de la mitjana de clubs en nombre d'aficionats abonats relatius, és a dir, comparant-los amb el cens demogràfic de la ciutat en què es troba. L'abril de 2011, el premi "Jugador Nº12" de la LFP va ser atorgat a la Real en reconeixement del gran paper exercit pels seus aficionats la temporada del darrer ascens a Primera (2010-11).
El setembre de 2011, la Real comptava amb 114 penyes d'aficionats de la Real formalment establertes i reconegudes pel club en la seva pàgina web. La seva distribució geogràfica és la següent:
- 20 a la mateixa ciutat de Donosti.
- 48 a la resta de la província de Guipúscoa.
- 5 a la resta del País Basc (3 a Àraba i 2 a Biscaia).
- 5 a Navarra.
- 2 a Iparralde.
- 34 a la resta d'Espanya.

## Història

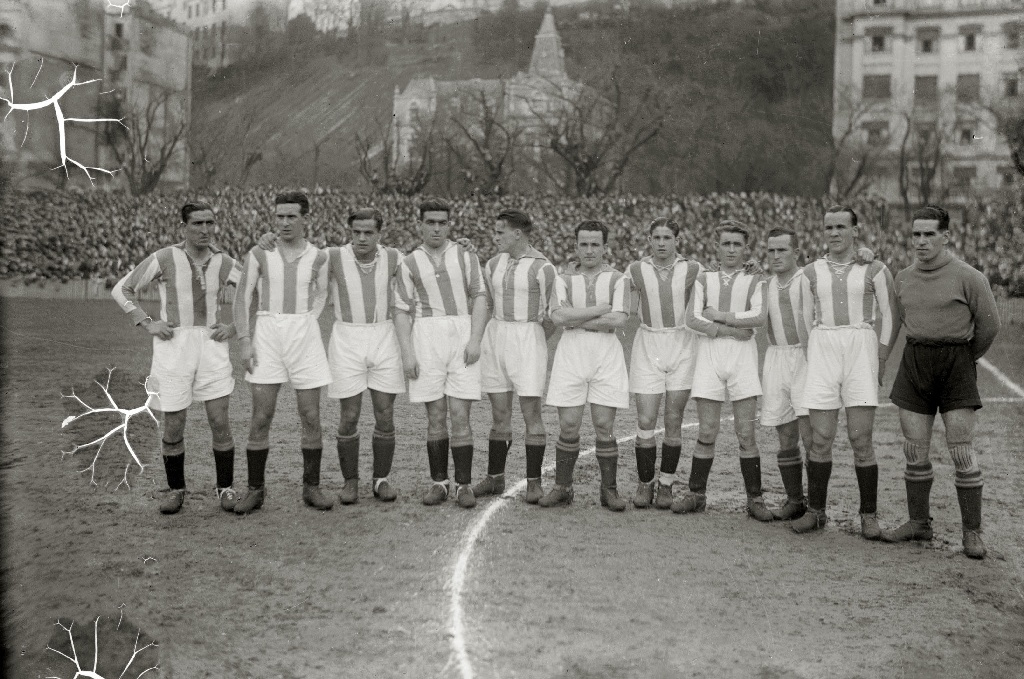
L'equip el 1932.

Tot i que la Reial Societat va ser fundada oficialment el 1909, els seus orígens es poden remuntar uns quants anys abans, concretament al 1904. Aquest any es creà el San Sebastian Recreation Club sota l'empara del Real Club de Tenis de San Sebastián. Membres de l'entitat se'n separaren i crearen el San Sebastián Foot-Ball Club, que sota les dificultats de legalitzar l'entitat, ingressaren en el Club Ciclista de San Sebastián l'any 1909, el qual va guanyar el títol de Copa. Finalment, el 7 de setembre de 1909 es va constituir legalment la Sociedad de Foot-Ball de San Sebastián. Després de dècades considerat un equip ascensor, el club va pujar a Primera Divisió, el 1967, on es va mantenir ininterrompudament fins a l'any 2007. Durant la dècada de 1980 va viure la seva primera època daurada, en la qual va aconseguir diversos títols, entre d'altres dues lligues. Després d'un breu període a Segona Divisió (2007-10), el club va tornar a pujar a Primera, on milita actualment.

## Estadístiques
Actualitzades en finalitzar la temporada 2010-11.
- Temporades a 1a: 65
- Temporades a 2a: 16
- Partits jugats a 1a: 2074
- Victòries a 1a:  775
- Empats a 1a:  514
- Derrotes a 1a:  785
- Millor posició a la lliga: 1r
- Pitjor posició a la lliga: 19è
- Posició històrica: 8è
- Major victòria com a local a la Lliga

| Reial Societat | 8–0 | Racing de Santander |
| -------------- | --- | ------------------- |
|                |     |                     |

 Estadi Atotxa, (Sant Sebastià)        
- Major victòria com a visitant a la Lliga

| Reial Oviedo | 0–5 | Reial Societat |
| ------------ | --- | -------------- |
|              |     |                |

 Estadi Carlos Tartiere, (Oviedo)        
- Major derrota com a local a la Lliga

| Reial Societat | 1–7 | Athletic Club |
| -------------- | --- | ------------- |
|                |     |               |

 Estadi Atotxa, (Sant Sebastià)        
- Major derrota com a visitant a la Lliga

| Reial Madrid CF | 9–1 | Reial Societat |
| --------------- | --- | -------------- |
|                 |     |                |

 Estadi Santiago Bernabéu, (Madrid)        

## Palmarès

### Tornejos estatals
- Lliga espanyola (2)
  - 1980-81, 1981-82.
- Copa del Rei (3)
  - 1909, 1987, 2020.
- Supercopa d'Espanya (1)
  - 1982.
- Segona Divisió (3)
  - 1948-49, 1966-67, 2009-10.

### Tornejos regionals
- Campionat de Guipúscoa de futbol (3)
  - 1924-25, 1926-27 i 1928-29.

### Tornejos amistosos
- Trofeu Concepción Arenal (1)
  - 1978-79.
- Trofeu Reyno de Navarra (4)
  - 1981, 1984, 2001 i 2010.
- Trofeu Villa de Gijón (2)
  - 1969 i 2000.
- Trofeu Telde (1)
  - 2009.
- Trofeu Concepción Arenal (Ferrol) (1)
  - 1979.

## Plantilla 2025-2026
A 4 agost 2025
| N. | Pos. | Nac. | Jugador                     |
| -- | ---- | --- | --------------------------- |
| 1  | POR  | [[Fitxer:Flag of the Basque Country.svg\|23x15px\|border \|alt=País Basc\|link=Selecció de futbol del País Basc\|{{#if:\|]] | Álex Remiro                 |
| 2  | DEF  | [[Fitxer:Flag of the Basque Country.svg\|23x15px\|border \|alt=País Basc\|link=Selecció de futbol del País Basc\|{{#if:\|]] | Álvaro Odriozola            |
| 3  | DEF  | [[Fitxer:Flag of the Basque Country.svg\|23x15px\|border \|alt=País Basc\|link=Selecció de futbol del País Basc\|{{#if:\|]] | Aihen Muñoz                 |
| 5  | DEF  | [[Fitxer:Flag of the Basque Country.svg\|23x15px\|border \|alt=País Basc\|link=Selecció de futbol del País Basc\|{{#if:\|]] | Igor Zubeldia (3r capità)   |
| 6  | DEF  | [[Fitxer:Flag of the Basque Country.svg\|23x15px\|border \|alt=País Basc\|link=Selecció de futbol del País Basc\|{{#if:\|]] | Aritz Elustondo (2n capità) |
| 7  | DAV  | [[Fitxer:Flag of the Basque Country.svg\|23x15px\|border \|alt=País Basc\|link=Selecció de futbol del País Basc\|{{#if:\|]] | Ander Barrenetxea           |
| 8  | MIG  | [[Fitxer:Flag of Russia.svg\|23x15px\|border \|alt=Rússia\|link=Selecció de futbol de Rússia\|{{#if:\|]]                    | Arsen Zakharyan             |
| 9  | DAV  | [[Fitxer:Flag of Iceland.svg\|23x15px\|border \|alt=Islàndia\|link=Selecció de futbol d'Islàndia\|{{#if:\|]]                | Orri Óskarsson              |
| 10 | DAV  | [[Fitxer:Flag of the Basque Country.svg\|23x15px\|border \|alt=País Basc\|link=Selecció de futbol del País Basc\|{{#if:\|]] | Mikel Oyarzabal (capità)    |
| 11 | DAV  | [[Fitxer:Flag of Suriname.svg\|23x15px\|border \|alt=Surinam\|link=Selecció de futbol de Surinam\|{{#if:\|]]                | Sheraldo Becker             |
| 12 | DEF  | [[Fitxer:Flag of Spain.svg\|23x15px\|border \|alt=Espanya\|link=Selecció de futbol d'Espanya\|{{#if:\|]]                    | Javi López                  |
| 13 | POR  | [[Fitxer:Flag of the Basque Country.svg\|23x15px\|border \|alt=País Basc\|link=Selecció de futbol del País Basc\|{{#if:\|]] | Unai Marrero                |
| 14 | MIG  | [[Fitxer:Flag of Japan.svg\|23x15px\|border \|alt=Japó\|link=Selecció de futbol del Japó\|{{#if:\|]]                        | Takefusa Kubo               |
| 15 | DAV  | [[Fitxer:Flag of Portugal.svg\|23x15px\|border \|alt=Portugal\|link=Selecció de futbol de Portugal\|{{#if:\|]]              | Gonçalo Guedes              |
| 17 | MIG  | [[Fitxer:Flag of Catalonia.svg\|23x15px\|border \|alt=Catalunya\|link=Selecció de futbol de Catalunya\|{{#if:\|]]           | Sergio Gómez                |
| 18 | DEF  | [[Fitxer:Flag of Mali.svg\|23x15px\|border \|alt=Mali\|link=Selecció de futbol de Mali\|{{#if:\|]]                          | Hamari Traoré               |

| N. | Pos. | Nac. | Jugador                                        |
| -- | ---- | --- | ---------------------------------------------- |
| 19 | DEF  | [[Fitxer:Flag of Venezuela.svg\|23x15px\|border \|alt=Veneçuela\|link=Selecció de futbol de Veneçuela\|{{#if:\|]]           | Jon Aramburu                                   |
| 20 | DEF  | [[Fitxer:Flag of the Basque Country.svg\|23x15px\|border \|alt=País Basc\|link=Selecció de futbol del País Basc\|{{#if:\|]] | Jon Pacheco                                    |
| 22 | MIG  | [[Fitxer:Flag of the Basque Country.svg\|23x15px\|border \|alt=País Basc\|link=Selecció de futbol del País Basc\|{{#if:\|]] | Beñat Turrientes                               |
| 23 | MIG  | [[Fitxer:Flag of Spain.svg\|23x15px\|border \|alt=Espanya\|link=Selecció de futbol d'Espanya\|{{#if:\|]]                    | Brais Méndez                                   |
| 24 | MIG  | [[Fitxer:Flag of Croatia.svg\|23x15px\|border \|alt=Croàcia\|link=Selecció de futbol de Croàcia\|{{#if:\|]]                 | Luka Sučić                                     |
| 28 | MIG  | [[Fitxer:Flag of Spain.svg\|23x15px\|border \|alt=Espanya\|link=Selecció de futbol d'Espanya\|{{#if:\|]]                    | Pablo Marín                                    |
| 30 | DAV  | [[Fitxer:Flag of the Basque Country.svg\|23x15px\|border \|alt=País Basc\|link=Selecció de futbol del País Basc\|{{#if:\|]] | Mikel Goti                                     |
| 31 | DEF  | [[Fitxer:Flag of the Basque Country.svg\|23x15px\|border \|alt=País Basc\|link=Selecció de futbol del País Basc\|{{#if:\|]] | Jon Martín                                     |
| —  | DEF  | [[Fitxer:Flag of Croatia.svg\|23x15px\|border \|alt=Croàcia\|link=Selecció de futbol de Croàcia\|{{#if:\|]]                 | Duje Ćaleta-Car (cedit per l'Olympique de Lió) |
| —  | MIG  | [[Fitxer:Flag of the Basque Country.svg\|23x15px\|border \|alt=País Basc\|link=Selecció de futbol del País Basc\|{{#if:\|]] | Jon Gorrotxategi                               |
| —  | MIG  | [[Fitxer:Flag of the Basque Country.svg\|23x15px\|border \|alt=País Basc\|link=Selecció de futbol del País Basc\|{{#if:\|]] | Urko González de Zárate                        |
| —  | DAV  | [[Fitxer:Flag of Spain.svg\|23x15px\|border \|alt=Espanya\|link=Selecció de futbol d'Espanya\|{{#if:\|]]                    | Carlos Fernández                               |
| —  | DAV  | [[Fitxer:Flag of the Basque Country.svg\|23x15px\|border \|alt=País Basc\|link=Selecció de futbol del País Basc\|{{#if:\|]] | Jon Karrikaburu                                |
| —  | DAV  | [[Fitxer:Flag of Nigeria.svg\|23x15px\|border \|alt=Nigèria\|link=Selecció de futbol de Nigèria\|{{#if:\|]]                 | Umar Sadiq                                     |

Els equips de la lliga espanyola estan limitats a tenir en la plantilla un màxim de tres jugadors sense passaport de la Unió Europea. La llista inclou només la principal nacionalitat de cada jugador, o aquella que correspongui a la selecció amb la qual juga internacionalment; alguns jugadors no europeus tenen doble nacionalitat d'algun país de la UE:

## Jugadors històrics destacats
- Juan Gómez
- Biurrun
- Luiz Alberto
- Adriano Fabiano Rossato
- Mark González
- Victor Bonilla
- Dalian Atkinson
- Kevin Richardson
- John Aldridge
- Edgaras Jankauskas
- Sander Westerveld
- Mutiu Adepoju
- Bjørn Tore Kvarme
- Oceano da Cruz
- Ricardo Sá Pinto
- Gheorghe Craioveanu
- Valeri Karpin
- Dmitri Khokhlov
- Darko Kovačević
- Lee Chun-Soo
- Xabi Alonso
- Agustín Aranzábal
- Luis Arconada
- Mariano Arrate
- Mikel Arteta
- José Mari Bakero
- Txiki Beguiristain
- Goikoetxea
- Alberto Gorriz
- Jon Andoni Larrañaga
- Roberto López Ufarte
- Javier de Pedro
- Jesús María Satrústegui
- Urruti
- Jesus Maria Zamora
- Håkan Mild
- Nihat Kahveci
- Tayfun Korkut
- Claudio Bravo

## Entrenadors
- 1918-23: Jose Angel Berraondo
- 1923-26: Lippo Hertzka
- 1926: Luis Ortiz de Urbina
- 1926-30: Benito Diaz
- 1930-35: Harry Lowe
- 1939-41: Gaspar Gurruchaga
- 1941-42: Sebastian Silveti i Patxi Ganborena
- 1942-51: Benito Diaz
- 1951-55: José Ignacio Urbieta
- 1955-60: Salvador Artigas
- 1960: Joseba Elizondo
- 1960-62: Baltasar Albeniz
- 1962: Joseba Elizondo
- 1962-63: Perico Torres
- 1963-64: Antonio Barrios
- 1964-66: Roman Galarraga
- 1966-70: Andoni Elizondo
- 1970-71: Angel Segurola
- 1971-72: Andoni Elizondo
- 1972-74: Rafael Iriondo
- 1974-76: Andoni Elizondo
- 1976-78: Jose Antonio Irulegi
- 1978-85: Alberto Ormaetxea
- 1985-89: John Benjamin Toshack
- 1989-91: Marco Antonio Boronat
- 1991: Javier Exposito
- 1991-94: John Benjamin Toshack
- 1994-95: Salva Iriarte
- 1995-97: Javier Irureta
- 1997-99: Bernd Krauss
- 1999-00: Javier Clemente
- 2000: Periko Alonso
- 2000-02: John Benjamin Toshack
- 2002: Roberto Olabe
- 2002-04: Raynald Denoueix
- 2004-06: Jose Maria Amorrortu
- 2006: Gonzalo Arconada
- 2006: Jose Mari Bakero
- 2006-07: Miguel Ángel Lotina
- 2007-08: Chris Coleman
- 2008: Jose Ramon Eizmendi
- 2008-09: Juan Manuel Lillo
- 2009-2011: Martín Lasarte
- 2011-13: Philippe Montanier
- 2013-14: Jagoba Arrasate
- 2014-2015: David Moyes
- 2015-2018: Eusebio Sacristán Mena
- 2018: Imanol Alguacil
- 2018: Asier Garitano
- 2018-: Imanol Alguacil

## Seccions
- Atletisme (1914)
- Hoquei herba (1932)
- Pilota basca
- Futbol indoor
- Futbol femení (2004)
- Subaquàtiques (pesca submarina, fotosub, travessa)